# Wayne Cochran!
| Recensione | Giudizio |
| ---------- | -------- |
| AllMusic   | [ 1 ]    |

Wayne Cochran! è il primo album discografico del cantante soul statunitense Wayne Cochran, pubblicato dalla casa discografica Chess Records nel febbraio del 1968.

## Tracce

### LP
Lato A
1. Get Ready – 2:26 (William Robinson)
2. Boom Boom – 3:03 (John Lee Hooker)
3. The Peak of Love – 2:12 (Billy Davis, Sugar Pie DeSanto)
4. You Don't Know Like I Know – 2:48 (Isaac Hayes, David Porter)
5. Some-A' Your Sweet Love – 3:06 (Abner Spector)
6. I'm Leaving It Up to You – 3:07 (Don Sugarcane Harris, Dewey Terry)

Lato B
1. You Can't Judge a Book by the Cover – 2:36 (Willie Dixon)
2. Big City Woman – 2:57 (Eddie Hinton)
3. Little Bitty Pretty One – 2:12 (Robert Byrd)
4. I'm Your Hoochie Coochie Man – 2:59 (Willie Dixon)
5. Get Down with It – 2:26 (Luisa Ines Newton)
6. When My Baby Cries – 3:20 (Abner Spector)

## Formazione
- Wayne Cochran - voce solista
- Wayne Hurst - tromba
- Don Kapron - tromba
- Dan Michler - tromba
- Chalky Morehouse - sassofono tenore
- Jeff Van Der Linden - sassofono alto, sassofono tenore
- Mike Verbois - sassofono baritono
- Greg Chesson - organo
- Harry Hann - chitarra
- Chester Mass - basso
- Rudy Valenti - batteria
- Tubby Zeigler - batteria

Note aggiuntive
- Abner Spector - produttore
- Registrazioni effettuate nel luglio e settembre del 1967 al Criteria Studios di Miami (Florida) ed al Fame Studios di Muscle Shoals (Alabama)
- Mac Emmerman e Jimmy Johnson - ingegneri delle registrazioni
- Jerry Griffith - design copertina album
- Bill Harris (Glamour Studios, Miami) - fotografie copertina album originale
- Don S. Bronstein - altre fotografie
- Jackie Gleason - note interne copertina album originale[3]

## Classifica
Album
| Anno | Classifica    | Posizione raggiunta |
| ---- | ------------- | ------------------- |
| 1968 | Billboard 200 | 167                 |